# Û
De Û (onderkast: û) is een in het Latijns alfabet voorkomende letter. De letter wordt gevormd door het karakter U met een daarboven geplaatste circumflex.
Bij het translitereren vanuit het Cyrillisch volgens ISO norm 9 dient de Û voor de weergave van het karakter Ю.

## Weergave op de computer
In Unicode vindt men de Û onder de codes U+00DB (hoofdletter) en U+00FB (onderkast).
In TeX worden de Û en û weergeven door respectievelijk ^U en \^U te gebruiken.

## Gebruik in verschillende talen

### Afrikaans
In het Afrikaans is de û een soort trema. Een voorbeeld is het gebruik in het meervoud van "brug", "brûe"

### Frans
Het gebruik van de û in het Frans en het Waals heeft meestal geen gevolgen voor de uitspraak, buiten het leggen van een specifieke nadruk. De û wordt gebruikt om homogrammen uit elkaar te houden, zoals jeune (jong) vs jeûne (vasten).

### Koerdisch
De Û wordt in het Kurmanji-Kirmanjki dialect gebruikt om een geronde gesloten middenklinker mee weer te geven.

### Turks
De Û is hier eigenlijk niet te onderscheiden van de gewone U, maar in sommige irreguliere woorden zoals "sükûnet" (stilte) leidt dit tot een uitspraak als "siekoenet".

### Weerts (Limburgs)
In het Weerts wordt de Û uitgesproken als /øː /. Met een sleeptoon (ː).